# Chiesa di San Pietro Martire (Rieti)
La chiesa di San Pietro martire è un edificio religioso di Rieti.

## Storia
La chiesa fu costruita nel 1266 dai padri cistercensi e apparteneva all'abbazia di San Pastore di Greccio, anch'essa da loro fondata; aveva il nome di "San Matteo all'Yscla" ed aveva annessa una foresteria ed un ospedale.
Assunse il nome attuale nel 1576, quando vi si trasferì la confraternita di San Pietro martire (detta anche  Confraternita dei Mercanti), che fino ad allora alloggiava nell'oratorio del nuovo chiostro del convento di San Domenico, che avviò un restauro e abbellimento della chiesa durato almeno fino agli anni trenta del Seicento. La compagnia fu soppressa nel 1739.
In seguito all'epidemia di peste che colpì la città nel 1657, il vescovo di Rieti Odoardo Vecchiarelli nel 1661 autorizzò la costituzione di una confraternita intitolata alla beata Colomba, protettrice dalla peste. La confraternita inizialmente aveva sede nella chiesa di San Donato; nel 1783 fu accorpata alla Compagnia della Buona Morte fondata dal vescovo Saverio Marini assumendo il nome di "Confraternita della beata Colomba e Morte"; infine nel 1823 fu trasferita alla chiesa di San Pietro martire.
Un primo organo, opera di Giovanbattista Boccanera di Leonessa, fu installato nel 1679; intorno al 1737 fu ricostruito perché ormai troppo logoro. Questo secondo organo fu restaurato dalla ditta Piccinelli di Padova tra il 1988 e il 1989, per volontà di Luigi Coleghin, e inaugurato il 28 aprile 1990.

## Descrizione
La chiesa si trova nell'omonima via San Pietro Martire, ai piedi delle scalette di via dell'Episcopio, che si arrampica sulla rocca coprendo il dislivello che separa la chiesa dalla parte più centrale del centro storico e si congiunge alla via Cintia proprio sotto l'arco di Bonifacio VIII.
La facciata in conci di travertino delimitata da due lesene è estremamente semplice; l'elemento di maggior rilievo è il portale del 1546, opera di Giacomo da Locarno e Stefano da Como, che presenta sei colonnine in pietra (tre per lato) poggiate ognuna, su uno scudo che raffigura un busto di san Piero e che sostengono un architrave. Questo portale in origine era collocato nella facciata dell'oratorio di San Pietro martire (presso la chiesa di San Domenico) e fu spostato nella posizione attuale nel 1576.
All'interno il ricco soffitto ligneo a cassettoni intarsiati risale al 1628 ed è opera dell'ebanista Andrea Masini, mentre le decorazioni risalgono al 1653 e sono opera di Ludovico Gonetti. Al centro del soffitto si trovano i simboli delle tre confraternite che hanno abitato la chiesa (San Pietro martire, Beata Colomba, Buona Morte), aggiunti nel 1823 quando le ultime due vi furono trasferite.
Sull'altare maggiore si trova la tela di Vincenzo Manenti che raffigura il martirio di san Pietro da Verona.

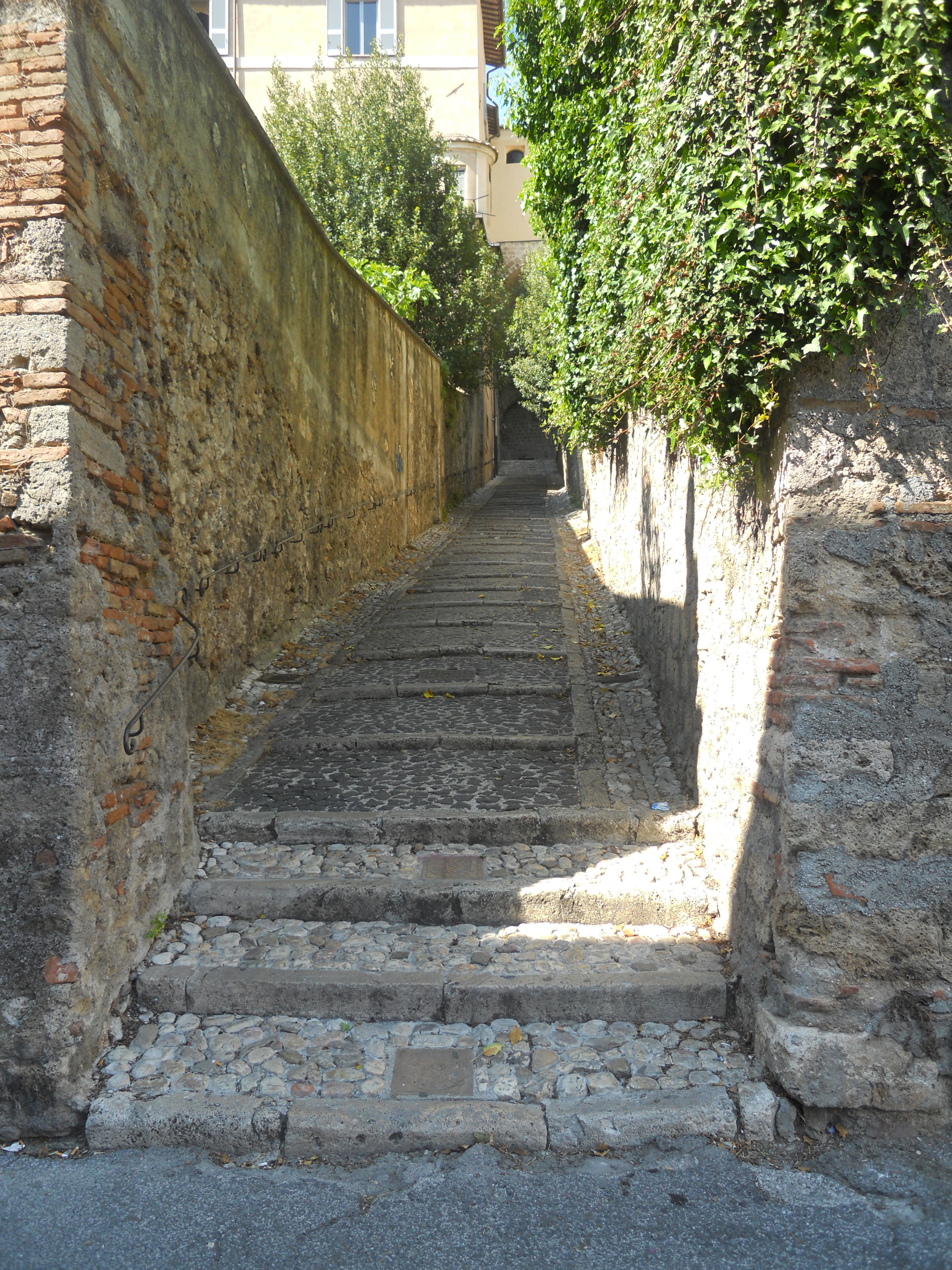
Via dell'Episcopio, che dalla chiesa conduce all'arco di Bonifacio VIII in via Cintia

Ai lati dell'altare maggiore, sulle porte di accesso alla sagrestia, si trovano altre due tele del Manenti, risalenti al 1569, che raffigurano san Filippo Neri e la beata Colomba.
Un'altra tela del Manenti conservata nella chiesa raffigura sant'Agata.
La sagrestia risale al 1636. In sagrestia è conservato un dipinto del pittore reatino Salvatore Tarchi che raffigura l'intercessione della beata Colomba verso Gesù e la Madonna in occasione di un'epidemia di peste; la tela fu commissionata in seguito all'epidemia di peste che colpì la città nel 1657.